# 交易
交易（こうえき、英: trade）とは、特定の個人・集団間で価値のある品物をお互いに交換する取引のこと。貨幣を介さず物々交換に重きを置いた語として用いられることが多い。 
近代的な観点だと、交易は専門化と分業のために存在している。個人や集団が生産の一角集中を行い、その成果といえる特産品を交易において他の製品や必需品と換えるのに利用する、経済活動のよくある形態である。地域間での交易が存在するのは、地域が違うと交易可能なコモディティ（他の場所では希少ないし限られた天然資源を含む）の生産にも比較優位が生じうるためである。例えば、地域の規模の違いが大量生産を促す場合もある。こうした環境だと、地域間で行なう交易が双方の地域にとって利益となりうる。

## 語源
交易の「交」には、二つ以上のものが「まじわる」「関係を持つ」「かわるがわる」といった意味があり、「易」には「取り換える」という意味がある。したがって、交易とは「二者以上が交わってお互いに（交流関係を維持すべく）物品を交換する」事を指している。
交易を意味する英単語 trade は、中世英語だと「道、行方」を意味しており、これはハンザ同盟の商人によって欧州から英語に導入されたものである。中世低地ドイツ語の Trade も「道、行程」の意味で、さらに遡ると古ザクセン語の trada が「足跡、小径」、ゲルマン祖語の *tradō は「小径、道」という意味である。

## 歴史

### 先史時代
交易は、先史時代に人類のコミュニケーションから始まった。交易は先史時代の人々の主な便宜であり、貨幣経済以前の贈与経済 (gift economy) において彼らはお互いに品物を交換していた。ピーター・ワトソンは、遠距離商取引の歴史を約15万年前に遡るとしている。地中海域では、文化間の最も古い接触が3.5-3万年前から始まったとされる。
伝統的な自給自足を別にすれば、交易が先史時代の人々の主な便宜となり、人々はお互いに持ち寄った品を物々交換していた。

### 古代史

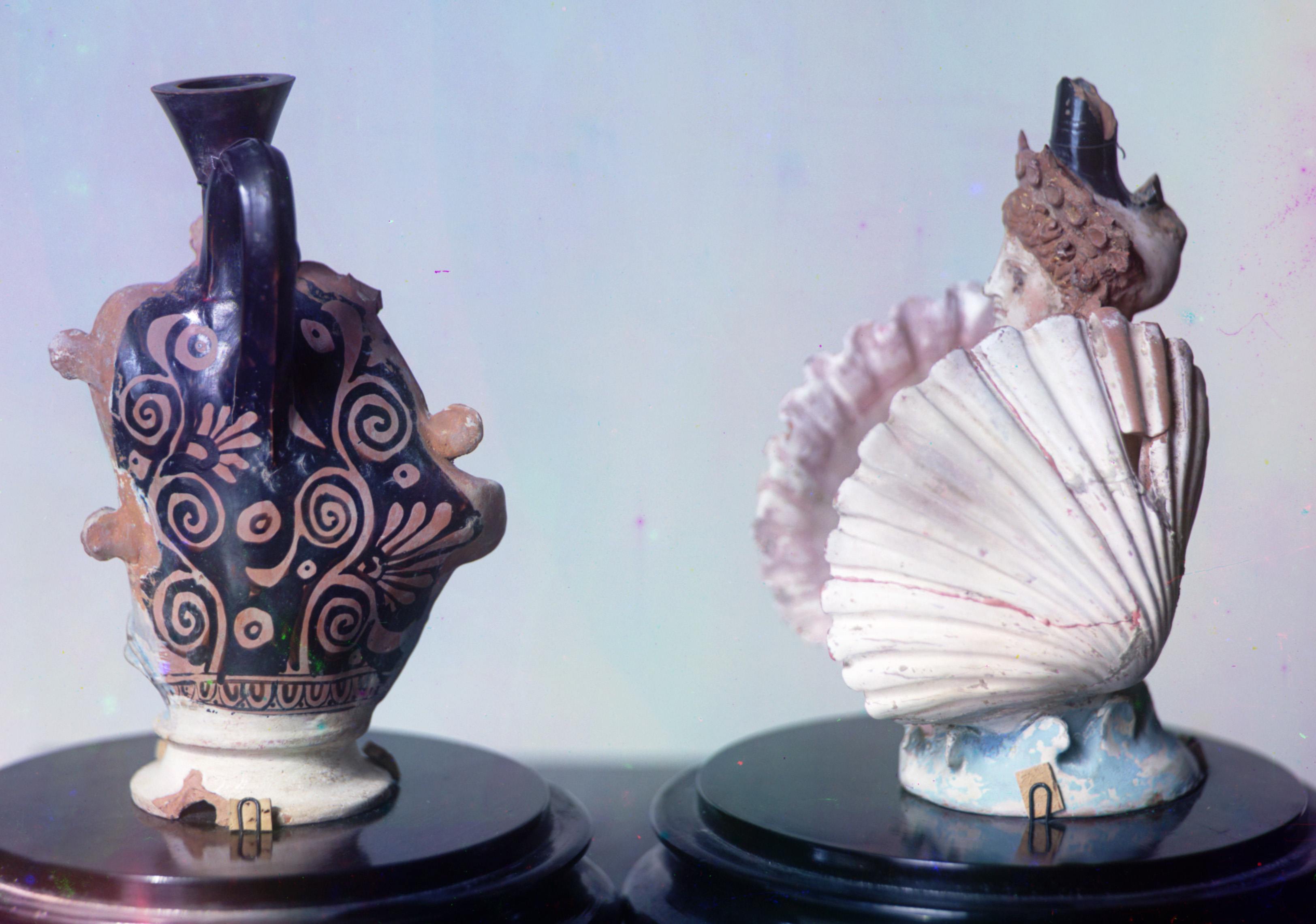
1860年代にロシア南部の古墳(Bolshaya Bliznitsa tumulus)で発掘された、古代エトルリアのテラコッタ製香油入れ「」。エルミタージュ美術館所蔵。

交易は、有史以来ほぼずっと実施されてきたと考えられている。石器時代に黒曜石とフリントが交換された証拠があり、オックスフォード考古学辞典によると、黒曜石の交易は紀元前17,000年からニューギニアで行われていた。
近東で最初期の黒曜石の使用は、先土器新石器時代B期(P.P.N.B)に遡る—三笠宮崇仁親王
ロバート・カー・ボサンケは1901年の発掘調査により石器時代の交易を調査した。交易が最初に西南アジアで始まったと主張する有識者もいる。
黒曜石使用の考古学的証拠は、中石器時代後期から新石器時代にこの素材がどの程度チャート (岩石)よりも優先的に選ばれたか、黒曜石が珍しい地中海域でどの程度交換を必要としていたかに関するデータを提示している。
黒曜石は切削道具や工具を作る材料になっていたと思われるが、もっと楽に入手できる他の材料が使用可能だったので、フリントを豊富に活用する部族の高い地位だけで見つかった。興味深いことに、黒曜石はフリントと比べて現在もの価値を保っている。
初期の交易者達は、地中海域の900km圏内で黒曜石を交易していた。
新石器時代ヨーロッパにおける地中海域の交易は、この素材が最も規模が大きかった。交易網は紀元前12,000年頃に存在し 、1990年の研究によればアナトリア半島がレバント、イラン、エジプトと交易するための主要拠点だった。ミロス島とリーパリ島の黒曜石は、古代の地中海域で最も広範に交易される産物資源だった。
アフガニスタンの山岳地帯にある鉱山 (Sar-i Sang) は、ラピスラズリの交易で最も規模の大きな拠点だった。この素材は紀元前1595年から始まるバビロニアのカッシート王朝期に最も多く交易された。

### その後の交易

#### 地中海と近東
3000年もの間エブラは著名な交易の中心地で、交易網がアナトリアや北メソポタミアにも及んでいた。

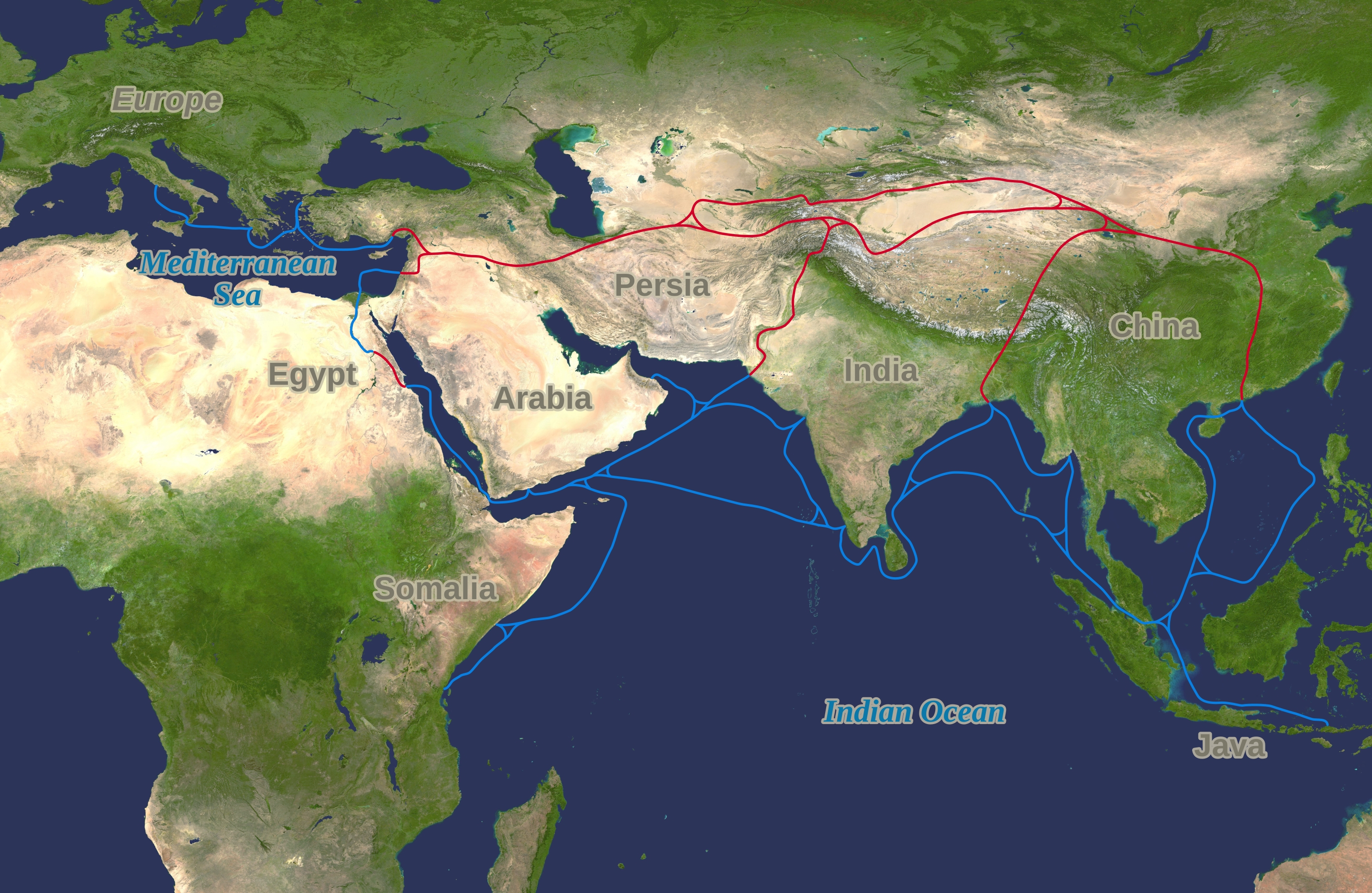
ヨーロッパとアジアを結ぶシルクロード交易ルートの地図

紀元前3000年より、宝飾品を作るための素材がエジプトと交易取引されていた。長距離の交易路が最初に現れたのは、メソポタミアのシュメール人がインダス文明と交易した紀元前3千年紀頃である。フェニキア人は特筆すべき海上交易者で、地中海を横断し、青銅を製造するための錫資源を求めてブリテン島まで北上した。彼らはこの目的のために、ギリシャ人がエンポリウムと呼んだ交易植民地を設立した。地中海沿岸では、地域交流の度合いと考古学的遺跡（鉄器時代以降）での局所的有病率との間に有意の関係性があることを調査団が発見した。これは、ある地域の交易可能性が人類の居住地の重要な決定要因だったことを示唆している
ギリシャ文明の黎明期から5世紀のローマ帝国陥落まで、経済的に儲かる交易は、インドや中国を含む極東からヨーロッパへと貴重な香辛料をもたらした。ローマの商取引 (Roman commerce) が同帝国を繁栄存続させていた。後年のパクス・ロマーナでは、ローマがエジプトおよび近東を征服したことで地中海唯一の海洋大国になったため、海賊行為に怯えなくとも交易品の出荷を可能にする安全かつ安定した輸送網を構築した。
古代ギリシャではヘルメースが交易（商業）および度量衡の神だった。古代ローマではメルクリウスが商業の神であり、その祭りは第5月の25日に交易者らによって祝われた。
交易の自由という概念は、古代ギリシャ諸国の統治者たちの意向や経済方針と対立する理念 だった。諸国間の自由な交易は、統治者の財物の安全保障を維持するための厳格な（課税を経由した）内部統制によって抑圧されていたが、とはいえ機能的な共同体生活の構造内では程々の節度が維持できていた。
ローマ帝国の衰退とそれに続く暗黒時代は西欧に不安定をもたらし、西側世界の交易網はほぼ崩壊した。しかし交易は、アフリカ、中東、インド、中国、東南アジアの王国間で盛んに継続された。一部の交易は西欧にもあった。例えば、中世ユダヤ商人のギルド組合 (Radhanite) はヨーロッパのキリスト教徒や近東のイスラム教徒と交易していた。

#### インド太平洋

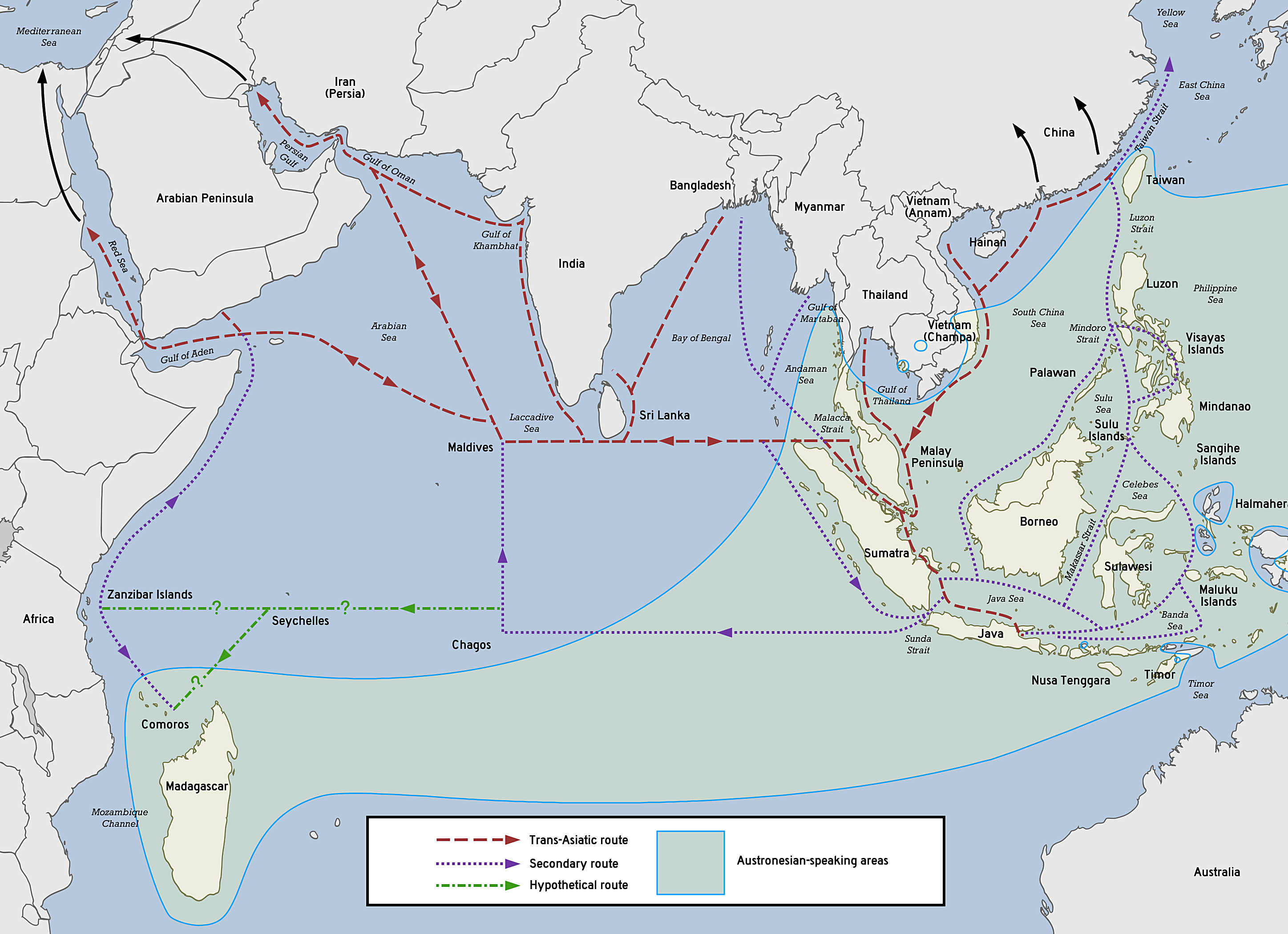
インド洋のオーストロネシア人地域における先史・古代の海上交易網

インド洋における最初の海上交易網は東南アジア島嶼部のオーストロネシア人によるもので、彼らが最初の外洋航行船を建造した。台湾とフィリピンの先住民によって始められたヒスイ海路 (Maritime Jade Road) は、東南アジアと東アジアの複数地域を結ぶ広範な交易網だった。その主要製品は、台湾先住民によって台湾から採掘されたヒスイで作られ、主にフィリピン先住民によって加工細工された。一部はベトナムでも加工され、マレーシア、ブルネイ、シンガポール、タイ、インドネシア、カンボジアの人々もこの大規模な交易網に参加した。この海路は、当時世界で最も広範な海洋基盤の単一地質学的材料の交易網の1つだった。それは少なくとも3000年間存在しており、ヒスイ生産の最盛期は紀元前2000年-西暦500年までと、ユーラシア本土のシルクロードや後年の海上シルクロードよりも古かった。ヒスイ海路は西暦900年代に衰退し始めた。同交易網の全期間が、この地域の多様なアニミズム社会の黄金時代であった。
遠洋航行する東南アジア人は、早くも紀元前1500年に南インドやスリランカとの交易ルートを確立しており、物質文化（双胴船、アウトリガーカヌー、縫合船、ビンロウジなど）と栽培起源種（ココナッツ、白檀、バナナ、サトウキビなど）の交換を先導すると共に、インドと中国の物質文化をつないだ。特にインドネシア人は、双胴船やアウトリガーカヌーを使って東アフリカと香辛料（主にシナモンとカシア）の交易を行い、インド洋の偏西風の助けを借りて航海していた。この交易網はアフリカやアラビア半島にまで及んでおり、西暦500年までにオーストロネシア人がマダガスカルを植民地化した。それは有史になっても続き、後の海上シルクロードになった。

#### 極東アジア
古代の極東アジアにおける交易は、中国の冊封に基づいた周辺国による朝貢外交が特徴の一つである。日中間については、約二千年前の西暦 57年に倭の奴国が使節を後漢に派遣し、光武帝より漢委奴国王印（金印）を賜与されて以来、その歴史が始まった。239年には邪馬台国が使節を魏に派遣し、魏の皇帝より金印紫綬を賜ったことが『魏志倭人伝』に記されている。

インドから東アジアに至る仏教伝播ルート

古代中国との交易によって大陸文化を取り入れた極東アジア諸国は（主な日本の導入例は、水稲耕作、仏教思想、漢字など）、その交易を維持しつつ発展を遂げることになる。日本の遣隋使(600-618)や遣唐使(630-894)も、中国から高度な文化と先進技術を取り入れることが主たる目的であった。この時代の藤原京(694)、平城京(710)、平安京(794)に見られる都城構築は唐の条坊制を採り入れたものであり、奈良時代の律令制も唐朝の律令という法体系に倣って国家統治の仕組みを整備したものである。また当時の交易でシルクロードを経て中国から渡来したと思われる、近東および地中海域（ギリシャ、ローマ等）文化圏の貴重な工芸品が正倉院宝物庫で見つかっている。
906年に唐が滅亡すると、五代十国時代を経て960年に宋朝が中国を統一する。この政権安定に伴って、中国・朝鮮の民間商人が盛んに来航して民間の交易が増えると、日本に大量の宋銭が入ってきた。これに目を付けた平清盛は、大輪田泊という港を整備して日宋貿易の拠点とし、宋銭を国内に流入させることで強力な平氏政権の財政基盤を築き、同時に貨幣経済を日本に浸透させるきっかけを作った。これ以降、日本と諸外国との交易は貨幣を介した「貿易」へと切り替わっていった。

### 律令制における狭義の交易
古代日本の律令制においては、官司がその財政運営に必要な物品を調達する手段を「交易（きょうやく）」や「交関（こうかん）」と呼んでいた。以下、これを狭義の交易として説明する。
律令国家の財政は太政官以下の中央官司が運営する国家財政と国司が運営する地方財政は分離されていたが、実態においては国家財政の主たる収入であった庸調は地方からの進上物であり、その不足分は国司が補填するなど両者は密接な関係にあった。こうした仕組は大化の改新以前に地方の国造がヤマト王権（大和朝廷）に対して行った貢納に由来すると考えられている。
国家財政においても、地方財政においてもその大部分は米や布などの現物による徴収が収入となり、現物の支給もしくは消費が支出となっていたが、この方法が必ずしも官司・国司が希求する物資、あるいは国司が中央から貢納を命じられた物資が必要量を確保できる仕組ではなかった。
このため、都や国府所在地、各地の交通の要所において形成された市場において自己の余剰の財物をもって必要な物資を調達する交易が盛んに行われた。こうした古代財政上の仕組を「交易制（こうえきせい）」とも称する。
特に租税としての性格を持つ庸調・土毛（特に貢納を命じられた特産品）の未進や質の低下が目立ち始めた8世紀後期以後、地方の国司が中央の要求を満たすために正税などを用いて現地の豪族などの有力者や生産者から交易によって必要な物資を確保することが行われるようになる。またこれとは別に天皇が内蔵寮を介して内廷に必要な物品を調達させる「勅旨交易」が行われ、『延喜式』において制度化された（諸国年料供進）。
9世紀に入ると、各国に割り当てられた物品・数量を正税による交易で確保・進上する交易雑物（年料交易進上物）や太政官符などによって臨時に交易・進上を命じる臨時交易進上などが制度化され、国家財政の中で大きな地位を占めることになった（「庸調制から交易制へ」）。